# Kup Srbije 2007-2008
La Kup Srbije u fudbalu 2007-2008 (in cirillico Куп Србије у фудбалу 2007-2008, Coppa di Serbia di calcio 2007-2008), conosciuta anche come Lav kup Srbije 2007-2008 per motivi di sponsorizzazione, fu la 2ª edizione della coppa della Serbia di calcio. Per la seconda volta sotto l'egida della Lav pivo (una birra serba prodotta dalla Carlsberg), che quell'anno creò una nuova coppa per il vincitore e aumentò il montepremi a 250.000 euro. Al vincitore andarono 60.000 euro e furono assegnati premi anche al miglior giocatore, marcatore e arbitro.
Il detentore era la Stella Rossa. In questa edizione la coppa fu vinta dal Partizan (al suo 1º titolo, 10ª coppa nazionale in totale) che sconfisse in finale lo Zemun.

## Formula
La formula è quella dell'eliminazione diretta, in caso si parità al 90º minuto si va direttamente ai tiri di rigore senza disputare i tempi supplementari (eccetto in finale). Gli accoppiamenti sono decisi tramite sorteggio; in ogni turno (eccetto le semifinali, dove il sorteggio è libero) le "teste di serie" non possono essere incrociate fra loro.

### Calendario
| Turno                | Numero di incontri | Squadre | Entrano a questo turno                                                                           | Date              |
| -------------------- | ------------------ | ------- | ------------------------------------------------------------------------------------------------ | ----------------- |
| Turno preliminare    | 5                  | 37 → 32 | ultime 5 classificate della Prva Liga Srbija 2006-2007 5 squadre vincenti delle coppe regionali  | 5 settembre 2007  |
| Sedicesimi di finale | 16                 | 32 → 16 | 16 squadre della Superliga serba 2006-2007 prime 9 classificate della Prva Liga Srbija 2006-2007 | 26 settembre 2007 |
| Ottavi di finale     | 8                  | 16 → 8  | –                                                                                                | 24 ottobre 2007   |
| Quarti di finale     | 4                  | 8 → 4   | –                                                                                                | 19 marzo 2008     |
| Semifinali           | 2                  | 4 → 2   | –                                                                                                | 16 aprile 2008    |
| Finale               | 1                  | 2 → 1   | –                                                                                                | 7 maggio 2008     |

### Squadre partecipanti
Partecipano 37 squadre: le 12 della SuperLiga 2006-2007, le 20 della Prva liga 2006-2007 e le 5 vincitrici delle coppe regionali 2006-2007.
Le vincitrici delle coppe regionali 2006-2007 sono: Big Bul Bačinci (Vojvodina), Teleoptik (Belgrado), Sloga Kraljevo (Ovest), Sinđelić Niš (Est) e Mokra Gora (Kosovo e Metochia).
SuperLiga
- Banat Zrenjanin
- Bežanija
- Borac Čačak
- Čukarički Stankom
- Hajduk Kula
- Mladost Lučani
- Napredak Kruševac
- OFK Belgrado
- Partizan
- Smederevo
- Stella Rossa
- Vojvodina

Prva liga
- BSK Borča
- ČSK Čelarevo
- Javor Ivanjica
- Mladenovac
- Mladost Apatin
- Novi Pazar
- Rad Belgrado
- Radnički Niš
- Radnički Pirot
- Sevojno
- Srem
- Vlasina
- Voždovac
- Zemun

Srpska liga
- BASK Belgrado
- Big Bul Bačinci
- Dinamo Vranje
- Inđija
- Mačva Šabac
- Obilić
- Sinđelić Niš
- Sloga Kraljevo
- Spartak Subotica
- Teleoptik

Zonska liga
- Mokra Gora

## Turno preliminare
Viene disputato dalle ultime 5 classificate della Prva Liga Srbija 2006-2007 e dalle 5 vincitrici delle coppe regionali.
| Squadra 1       | Risultato       | Squadra 2        |
| --------------- | --------------- | ---------------- |
| 05.09.2007      |                 |                  |
| BASK Belgrado   | 1 – 1 (3-1 dtr) | Obilić           |
| Big Bul Bačinci | 6 – 3           | Spartak Subotica |
| Sinđelić Niš    | 2 – 2 (5-3 dtr) | Dinamo Vranje    |
| Mokra Gora      | 3 – 0           | Sloga Kraljevo   |
| 12.09.2007      |                 |                  |
| Teleoptik       | 2 – 0           | Mačva Šabac      |

## Sedicesimi di finale
Il sorteggio per gli accoppiamenti è stato tenuto sabato 15 settembre 2007 all'International Expo Centre di Novi Beograd.
| Squadra 1         | Risultato       | Squadra 2         |
| ----------------- | --------------- | ----------------- |
| 25.09.2007        |                 |                   |
| Sinđelić Niš      | 1 – 0           | BSK Borča         |
| 26.09.2007        |                 |                   |
| Partizan          | 4 – 1           | Rad Belgrado      |
| OFK Belgrado      | 2 – 0           | Mladenovac        |
| Banat Zrenjanin   | 2 – 2 (5-4 dtr) | Sevojno           |
| Bežanija          | 3 – 1           | ČSK Čelarevo      |
| Hajduk Kula       | 4 – 1           | Radnički Pirot    |
| Radnički Niš      | 2 – 0           | Borac Čačak       |
| Javor Ivanjica    | 3 – 0           | Mladost Lučani    |
| Novi Pazar        | 0 – 3           | Smederevo         |
| Napredak Kruševac | 4 – 0           | BASK Belgrado     |
| Teleoptik         | 1 – 2           | Stella Rossa      |
| Inđija            | 3 – 2           | Vojvodina         |
| Big Bul Bačinci   | 2 – 4           | Čukarički Stankom |
| Mladost Apatin    | 1 – 2           | Srem              |
| Vlasina           | 2 – 1           | Voždovac          |
| Mokra Gora        | 1 – 1 (3-4 dtr) | Zemun             |

## Ottavi di finale
Il sorteggio si è tenuto il 9 ottobre 2007.
| Squadra 1    | Risultato       | Squadra 2         |
| ------------ | --------------- | ----------------- |
| 23.10.2007   |                 |                   |
| Radnički Niš | 0 – 1           | Banat Zrenjanin   |
| 24.10.2007   |                 |                   |
| Smederevo    | 1 – 1 (3-5 dtr) | Čukarički Stankom |
| Hajduk Kula  | 0 – 1           | Javor Ivanjica    |
| Srem         | 0 – 3           | Partizan          |
| Inđija       | 0 – 2           | OFK Belgrado      |
| Sinđelić Niš | 2 – 0           | Bežanija          |
| Zemun        | 1 – 1 (6-5 dtr) | Vlasina           |
| 23.02.2008   |                 |                   |
| Stella Rossa | 3 – 1           | Napredak Kruševac |

## Quarti di finale
Il sorteggio si è tenuto il 28 febbraio 2008.
| Squadra 1         | Risultato       | Squadra 2       |
| ----------------- | --------------- | --------------- |
| 19.03.2008        |                 |                 |
| Čukarički Stankom | 1 – 1 (0-3 dtr) | Stella Rossa    |
| OFK Belgrado      | 1 – 1 (4-3 dtr) | Javor Ivanjica  |
| Zemun             | 1 – 0           | Banat Zrenjanin |
| Partizan          | 5 – 1           | Sinđelić Niš    |

## Semifinali
Il sorteggio si è tenuto il 28 marzo 2008 al Šumarice Hotel di Kragujevac.
| Squadra 1    | Risultato       | Squadra 2    |
| ------------ | --------------- | ------------ |
| 16.04.2008   |                 |              |
| Stella Rossa | 2 – 3           | Partizan     |
| Zemun        | 1 – 1 (5-4 dtr) | OFK Belgrado |

| Arbitro: | Ninoslav Spasić |

|                              |           |                             |
| Burzanović 54’ Jestrović 67’ | Marcatori | 13’, 22’ Diarra 79’ Jovetić |

## Finale
| Squadra 1  | Risultato | Squadra 2 |
| ---------- | --------- | --------- |
| 07.05.2008 |           |           |
| Partizan   | 3 – 0     | Zemun     |

| Arbitro: | Dragan Krstić (Belgrado) |

| |            | |
| Diarra 12’, 41’, 90+2’ | Marcatori  | |
| Božović Maletić Rnić Đorđević Obradović (Mitrović 58') Juca (Stjepanović 74') Moreira Lazić Tošić Diarra (Čadikovski 88') Jovetić | Formazioni | Jovšić Cvejić (74' Milčić) Ivanović (57' Vranić) Jovanović Mitrović Jandrić Mijailović (57' Lekić) Todorov Živanović Srećo Zlatković |
| Slaviša Jokanović | Allenatori | Slobodan Kustudić |

## Premi individuali

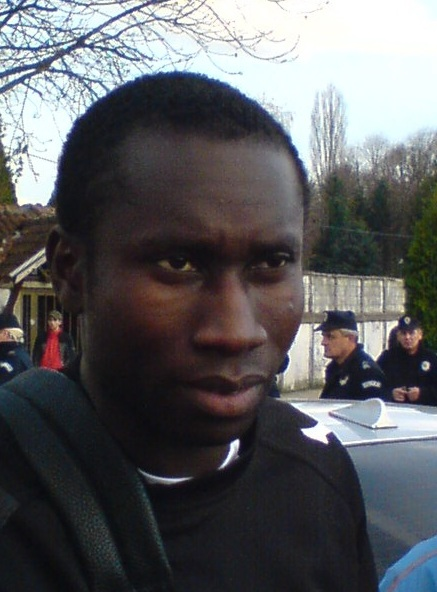
Lamine Diarra, il capocannoniere del torneo

| Premio               | Vincitore      | Squadra  |
| -------------------- | -------------- | -------- |
| Most Valuable Player | Nemanja Jovšić | Zemun    |
| Capocannoniere       | Lamine Diarra  | Partizan |
| Miglior arbitro      | Dragan Krstić  | Belgrado |
| Fonte: b92.net       |                |          |